# Cochlodesma undulatum
Cochlodesma undulatum is een tweekleppigensoort uit de familie van de Periplomatidae. De wetenschappelijke naam van de soort is voor het eerst geldig gepubliceerd in 1885 door Verrill.